# Pavimento 97'
Duro Pavimento 97' (abreviado como Pavimento 97') es una grabación de video del primer recital del grupo de rock argentino Callejeros.

## Grabación
Luego de cambiar su nombre Gatos Callejeros a Callejeros, el 22 de noviembre de 1997 la banda llevó a cabo su recital en Duro Pavimento ubicado en la calle Chacabuco 534 de la localidad de San Telmo para la presentación de su álbum demo Solo x hoy en un cumpleaños.
El recital fue grabado en formato VHS con aproximadamente 48 minutos con 28 segundos de duración, cuyas imágenes aparecieron en la plataforma de YouTube en 2017 por medio de LaNueva.

## Lista de canciones
1. Pichones
2. Teatro
3. Correte del andén
4. Rock and Roll Girls (John Fogerty)
5. Botija
6. Jambalaya on the bayou
7. Lejos del cielo
8. Milonga del rocanrol
9. Happy (The Rolling Stones)
10. Bufón
11. Zapatos muy grandes + Roadhouse Blues (The Doors)
12. Travelin Bount
13. Durmiendo en la seccional
14. Route 66 (Bobby Troup)
15. It Came Out of the Sky (Creedence Clearwater Revival)